# Olivia Hauser
Olivia Hauser (* 17. Juni 1982 in Worb) ist eine ehemalige Schweizer Squashspielerin.

## Karriere
Olivia Hauser spielte von 2001 bis 2007 vereinzelt auf der WSA World Tour. Ihre höchste Platzierung in der Weltrangliste erreichte sie mit Rang 91 im Januar 2002. Mit der Schweizer Nationalmannschaft nahm sie 2000 und 2004 an der Weltmeisterschaft teil und stand auch neunmal im Kader bei Europameisterschaften. Hauser wurde von 2008 Schweizer Landesmeisterin.

## Erfolge
- Schweizer Meister: 2008